# Esquadra de Moros i Cristians

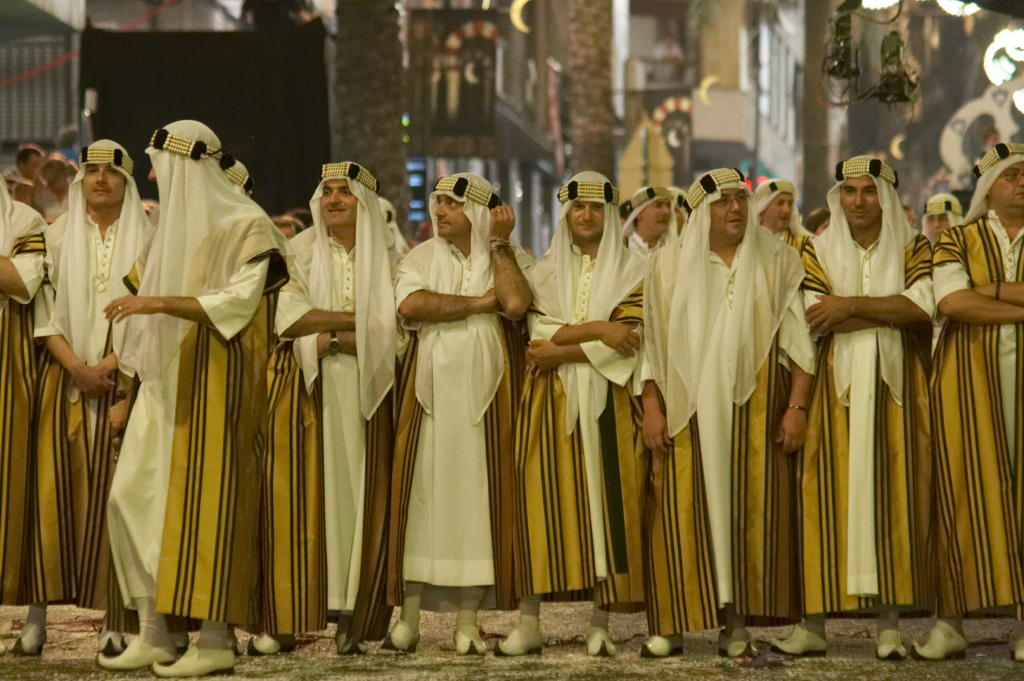
Esquadra Aladins - Comparsa Saudites d'Ontinyent 2006

Una esquadra són els components d'una comparsa, filada o càbila que participen en les desfilades de les festes de moros i cristians. Està formada per 10 o 15 comparsistes més un cap d'esquadra que desfilaran al ritme de les marxes mores, en el cas de pertànyer a una comparsa del bàndol moro, i de les marxes cristianes o pasdobles si pertanyen al bàndol cristià.